# Eleanora Carus-Wilson
Pour les articles homonymes, voir Wilson.
Eleanora Mary Carus-Wilson, née le 27 décembre 1897 à Montréal et morte le 1er février 1977 à Londres, est une historienne britannique et canadienne. Spécialiste d'histoire économique, elle est professeure à la London School of Economics.

## Biographie
Eleanora « Nora » Carus-Wilson est la plus jeune des trois enfants de Charles Ashley Carus-Wilson (1860-1942), universitaire britannique formé à Cambridge, et de Mary Louisa Georgina née Petrie († 1935), l'une des premières femmes diplômées de l'University College de Londres, maître de conférences durant cinq années à Westfield College, et elle-même cofondatrice de Westfield College avec son père Martin Petrie (en).
Eleanora Carus-Wilson passe ses toutes premières années d'enfance au Canada alors que son père est professeur d'ingénierie électrique à l'université McGill. Sa famille retourne en Angleterre, et elle fait ses études à la Norland Place School (en) et à la St Paul's Girls' School, puis ses études universitaires à Westfield College, où elle obtient sa licence en 1921. Elle est professeure d'histoire dans l'enseignement secondaire durant une dizaine d'années, puis revient à Westfield College, où elle obtient son master en 1926 en soutenant un mémoire universitaire sur le commerce à Bristol. Elle bénéficie d'une bourse de recherche. Son premier livre est consacré à l'histoire de Westfield.
À l'exception de la Seconde Guerre mondiale, où elle travaille comme fonctionnaire au ministère de l'Alimentation, elle mène une carrière de chercheure et d'enseignante. Elle commence sa carrière universitaire à Westfield College en 1930, où elle enseigne à temps partiel, comme maître de conférences. Elle s'inscrit au séminaire d'Eileen Power, à la London School of Economics et mène des recherches sous sa direction dans les années 1930. En 1945, elle est nommée maître de conférences à la London School of Economics, où elle devient professeure associée en 1948 puis professeure d'histoire économique de 1953 à sa retraite académique en 1965.
Eleanora Carus-Wilson est présidente de la Economic History Society en 1966-1969, première femme à exercer cette fonction.
Elle meurt à l'hôpital de Ladbroke Grove, à Londres, le 1er février 1977.

## Activités de recherche et éditoriales
Eleanora Carus-Wilson est spécialiste du commerce anglais au Moyen Âge. Elle étudie également l'histoire des principales villes commerciales, des organismes et des activités liées. Elle publie en 1933, avec Michel Postan, The Overseas trade of Bristol et The Iceland Trade, puis England's Export Trade 1275-1547, en collaboration avec Olive Coleman.

## Distinctions
- 1963 : membre de la British Academy[5]
- 1964-1965 : professeure invitée aux Ford Lectures (en), université d'Oxford
- 1968 : Docteur honoris causa de Smith College
- 1966-1969 :
  - présidente de l'Economic History Society
  - présidente de la Society of Medieval Archaelogy

## Publications
- The Overseas Trade of Bristol in the Later Middle Ages, Bristol Record Society, 1937, [lire en ligne] [PDF].
- « An Industrial Revolution of the Thirteenth Century », The Economic History Review, vol. 11, 1941/1, p. 39-60 [lire en ligne].
- « The English cloth industry in the late twelfth and early thirteenth centuries », The Economic History Review, vol. 14, 1944/1, p. 32-50 [lire en ligne].
- Medieval Merchant Venturers. Collected Studies, Londres, Methuen & Co, 1954 , 314 p.
- Essays in Economic History, vol. 1, Londres, 1954, vol. 2, Londres, 1962.
- avec Olive Coleman, England's Export Trade 1275–1547, Clarendon Press, 1963.